# العلاقات النيجرية الإيرانية
العلاقات النيجرية الإيرانية هي العلاقات الثنائية التي تجمع بين النيجر وإيران.

## مقارنة بين البلدين
هذه مقارنة عامة ومرجعية للدولتين:
| وجه المقارنة                                              | النيجر          | إيران                    |
| --------------------------------------------------------- | --------------- | ------------------------ |
| المساحة (كم2)                                             | 1.27 مليون      | 1.65 مليون               |
| عدد السكان (نسمة)                                         | 21.48 مليون     | 79.97 مليون              |
| الكثافة السكانية (ن./كم²)                                 | 16.91           | 48.47                    |
| العاصمة                                                   | نيامي           | طهران                    |
| اللغة الرسمية                                             | لغة فرنسية      | لغة فارسية               |
| العملة                                                    | فرنك غرب أفريقي | ريال إيراني              |
| الناتج المحلي الإجمالي (بليون دولار)                      | 8.12 مليار      | 439.51 مليار             |
| الناتج المحلي الإجمالي (تعادل القوة الشرائية) بليون دولار | 19.01 مليار     | 1.36 تريليون             |
| الناتج المحلي الإجمالي الاسمي للفرد دولار أمريكي          | 358             |                          |
| الناتج المحلي الإجمالي للفرد دولار أمريكي                 | 938             |                          |
| مؤشر التنمية البشرية                                      | 0.348           | 0.766                    |
| رمز المكالمات الدولي                                      | +227            | +98                      |
| رمز الإنترنت                                              | .ne             | .ir،                     |
| المنطقة الزمنية                                           | ت ع م+01:00     | ت ع م+03:30، توقيت إيران |

## منظمات دولية مشتركة
يشترك البلدان في عضوية مجموعة من المنظمات الدولية، منها:
| علم المنظمة | اسم المنظمة                        | تاريخ انضمام النيجر | تاريخ انضمام إيران |
| ----------- | ---------------------------------- | ------------------- | ------------------ |
|             | مؤسسة التنمية الدولية              | 24 أبريل 1963       | 10 أكتوبر 1960     |
|             | يونسكو                             | 10 نوفمبر 1960      | 6 سبتمبر 1948      |
|             | وكالة ضمان الاستثمار متعدد الأطراف | 10 مايو 2012        | 15 ديسمبر 2003     |
|             | الأمم المتحدة                      | 20 سبتمبر 1960      | 24 أكتوبر 1945     |
|             | الفريق المعني برصد الأرض           | ?                   | ?                  |
|             | الاتحاد البريدي العالمي            | ?                   | ?                  |
|             | البنك الدولي للإنشاء والتعمير      | 24 أبريل 1963       | 29 ديسمبر 1945     |
|             | منظمة التعاون الإسلامي             | ?                   | ?                  |
|             | منظمة حظر الأسلحة الكيميائية       | ?                   | ?                  |
|             | مؤسسة التمويل الدولية              | 7 يناير 1980        | 28 ديسمبر 1956     |
|             | منظمة الشرطة الجنائية الدولية      | ?                   | ?                  |

## وصلات خارجية
- موقع وزارة الخارجية الإيرانية